# 雙斑裂峽魮
雙斑裂峽魮（学名：Hampala bimaculata）为輻鰭魚綱鯉形目鲤科的其中一種，分布於亞洲婆羅洲，體長可達50公分。